# La Quête des héros perdus
La Quête des héros perdus (titre original : Quest For Lost Heroes) est un roman de David Gemmell paru en 1990 en anglais et en 2003 en français (traduction d'Alain Névant pour les éditions Bragelonne).
Il appartient au Cycle Drenaï.

## Publication française
- Éditions Bragelonne, septembre 2003  (ISBN 978-2914370615)
- Éditions Milady, juin 2011  (ISBN 978-2811205324)
- Éditions Bragelonne, juin 2012  (ISBN 978-2352945819) (collection Bragelonne 10e anniversaire)
- Éditions Milady, mai 2015  (ISBN 978-2811214371)

## Résumé
L'empire Drenaï n'existe plus les Nadirs de Tanaka Khan ont envahi tout le continent. Seul le petit royaume Gothir a résisté à l'envahisseur grâce aux héros de la bataille de Bel-Azar. Ces héros du passé sont composés de Charéos un fin duelliste retranché dans un monastère au service du Comte de Talgithir, Beltzer un paysan s'étant révélé être un guerrier féroce à la hache, et deux autres Finn et Maggrig des archers de renom.
Ces anciens héros seront entraînés dans la quête de Kiall, un jeune villageois du royaume Gothir, qui s'est promis de sauver Ravenna, une autre villageoise capturé par des esclavagistes dont il croit être amoureux.
Très tôt, le jeune Kiall va découvrir l'écart qui règne entre les chansons glorieuses sur les héros et la réalité.

## Personnages[1]
- Shio-kas-atra : les fantômes à venir

Tenaka Khan dit le Prince des Ombres, dit Danse-Lames (voir Le Roi sur le seuil), défunt Khan de tous les Nadirs empoisonné par son fils
Asta Khan, le plus grand et le plus puissant shaman nadir de tous les temps, en cavale depuis le règne de Jungir (voir Le Roi sur le seuil)
Charéos, maître d’armes, héros de Bel-Azar, fils de Scaler et de Ravenna (voir Le Roi sur le seuil), adopté par le maître épéiste Attalis, Comte de Bronze en exil, cousin de Tenaka Khan
Beltzer, dit le Géant à Hache, héros de Bel-Azar
Finn, maître archer misanthrope, héros de Bel-Azar
Maggrig, archer humaniste, héros de Bel-Azar
Okas, dit l’Homme Tatoué, shaman du Peuple du Pays des Rêves
Kiall, apprenti apothicaire idéaliste
- Gothirs :

Seigneur régent non nommé
Comte de Talgithir de la maison d’Arngir, sa femme et ses 3 fils dont l’arrogant Patris
Logar, champion du Comte Talgithir
Salida, capitaine de lanciers du Comte de Talgithir ; Corin son fils
Harokas, assassin gothir, amant de Tanaki
Parnio, frère supérieur de l’Ordre Gris
Tura, ancien amour infidèle de Chaéros
Ravenna, fille de porcher enlevée par des esclavagistes Nadrens ; Karyn sa petite sœur ; Jarel son fiancé
Norral, nouveau chef du village de Kiall et Ravenna ; Bea et Kara ses filles
Naza, aubergiste, ami de Beltzer ; Mael son épouse
Paccus, vieux devin du village de Kiall ; Tranis sa nièce
- Nadirs :

Jungir, Grand Khan de tous les nadirs, fils de Tenaka
Naméas, chien de guerre offert par le seigneur régent à Tenaka
Tanaki, fille de Tenaka et Renya, demi-sœur de Jungir
Shotza, shaman de Jungir, 3e titulaire du poste
Kübai, exécuteur des basses œuvres de Jungir
Tsudaï, général nadir sadique
Subodaï, vieil ami de Tenaka (voir Le Roi sur le seuil)
- Kiatzes :

Mai-syn, épouse de Jungir, plus jeune fille du Divin Seigneur du Royaume Doré
Chien-tsu, ambassadeur du Royaume du Centre, artiste martial féru de jardinage et de botanique
Sukaï, chef de la garde de Chien-tsu
Nagasi, kagemusha de Chien-tsu
Oshi, esclave secrétaire de Chien-tsu
- Légendes du temps jadis :

Hewla, puissante sorcière (voir Waylander II, Druss la Légende, Loup blanc)
Ulric, Unificateur des Nadirs (voir La Légende de Marche-Mort et Légende)
Druss, héros drenaï (voir La Légende de Marche-Mort et Légende)
Rek, Comte de Bronze, héros drenaï (voir Légende)
Ananaïs, héros drenaï (voir Le Roi sur le seuil)
Ceska, tyran drenaï (voir Le Roi sur le seuil)

## Commentaires
- La Quête des héros perdus reprend le type de héros cher à David Gemmell : l'ancienne gloire vieillissante contrainte de mener un dernier combat qu'il juge au-dessus de ses forces.
- Ce roman compte parmi les plus durs du cycle drenaï. Outre le caractère peu engageant des héros, un maître d'arme cynique, un géant crasseux, alcoolique et vulgaire et deux archers asociaux et taciturnes, de nombreuses scènes dures tels des massacres ou des viols ponctuent le roman.
- Bien qu'elle ne soit pas explicitement définie comme telle, la relation sentimentale qui unit les archers Finn et Magrig peut être envisagée comme une relation homosexuelle, fait relativement rare au sein de la fantasy.
- On peut aussi voir dans ce roman une sorte de parodie de Druss la légende : un jeune homme à la recherche de la femme de ses rêves enlevée par des esclavagistes. Mais cette femme ne l'est en fait pas, et le jeune héros n'est pas Druss...